# Ninh Bình
Tỉnh Ninh Bình zählt zu den kleinsten Provinzen Vietnams. Die Hauptstadt ist Hoa Lư. In der Provinz Ninh Bình lag das wirtschaftliche und politische Zentrum Vietnams im 10. Jahrhundert mit der alten Kaiserstadt Hoa Lư.

## Geographie

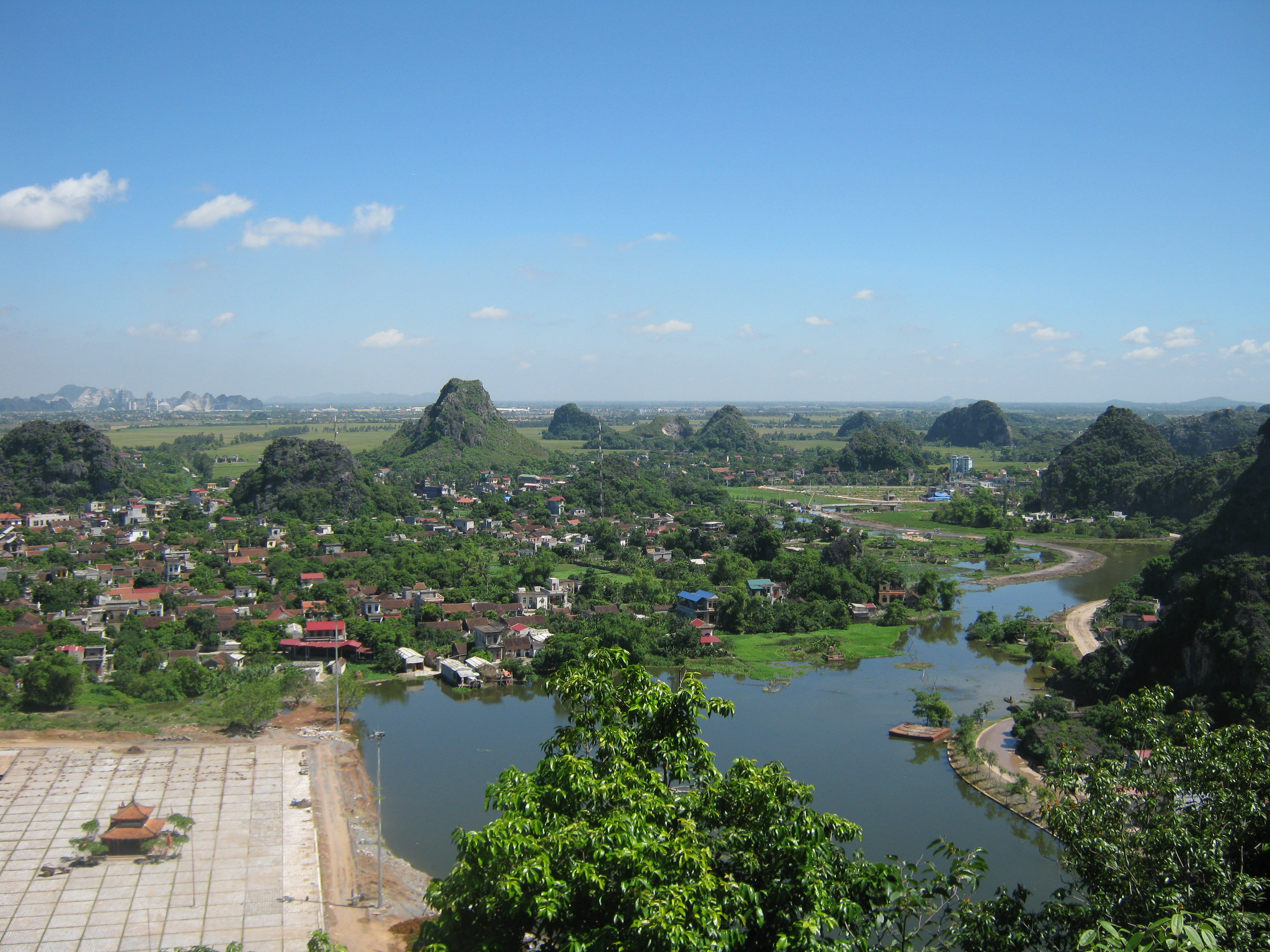
Blick über die antike Hauptstadt Hoa Lư

Die Provinz Ninh Bình liegt im Süden des Deltas des Roten Flusses, zwischen dem Roten Fluss und dem Fluss Ma. Eingegrenzt wird sie von den Provinzen Hòa Bình und Nam Định im Norden, Hà Nam im Nordosten sowie Thanh Hóa im Süden und Westen. Die Küstenlinie am Golf von Tonkin ist sehr kurz.
Die Kegel- und Turmkarstlandschaft des Tràng An in der „Trockenen Halong-Bucht“ befindet sich unmittelbar westlich der Stadt Ninh Bình und ist Weltkultur- und Naturerbe. Tràng An wurde 2014 in die Liste der UNESCO Stätten aufgenommen und ist die bis dato einzige mit doppeltem Status in Vietnam. Sehenswert is auch die Bái Đính Pagode, die sich in der nordöstlichen Pufferzone des Weltkulturerbes befindet. Die über 500 Hektar große Anlage umfasst mehrere Tempel und einen 100 m hohen Bai Đính Turm, der Reliquien des Buddha beherbergt.
62 km nordöstlich von Ninh Binh befindet sich der Cúc Phương Nationalpark. Dieser wurde 1962 als erster Nationalpark in Vietnam eröffnet und ist heute der sechstgrößte Nationalpark des Landes.

## Klima
Die Durchschnittstemperatur der gemäßigt feucht-warmen Region beträgt 23,4 °C. Der Jahresniederschlag beträgt ca. 1800 mm mit einem Maximum im August und September.

## Demographie
In der Provinz leben 23 ethnische Gruppen, deren Hauptanteil mit 98 % die Viet/Kinh stellen. Weiter leben dort größere Gruppen der Dao, Hoa, Mẹo oder Hmông, Mường, Nùng, Tày und Thái.

## Administrative Gliederung
Der ISO 3166-2-Code für Ninh Bình ist VN-18, der Hierarchical administrative subdivision code (HASC) ist VN.NB. Die Provinz ist in die Großstadt Ninh Bình, die Stadt Tam Điệp und in folgende sechs Distrikte unterteilt: Gia Viễn, Hoa Lư, Kim Sơn, Nho Quan, Yên Khánh und Yên Mô. Die Telefon-Vorwahl ist +84 (0) 30, die Postleitzahl 43xxxx und das Kfz-Kennzeichen 35.

## Infrastruktur
Die Nationalstraßen 1A und 10 verlaufen durch die Provinz. Ninh Bình verfügt über eine Schnellzugverbindung zur 91 km entfernten Hauptstadt Hanoi sowie über Buslinien zum Süd-Busbahnhof in Hanoi. Schnellzüge in den Süden des Landes fahren nach Thanh Hoa und Vinh. Der Flusshafen von Ninh Phúc ist der größte Vietnams.

## Kultur und Handwerk
Bekannte Feste der Provinz sind das Thai Vi-Fest, gefeiert im dritten Monat des Mondkalenders in der Kommune Ninh Hai, Distrikt Hoa Lư, das Truong Yen-Fest, das Yen Cu-Fest und das Non Khe-Fest. Erwähnenswerte Handarbeiten sind die Stickereien aus dem Distrikt Hoa Lư und Schilfgrasarbeiten aus dem Kim Sơn-Distrikt.

## Sehenswürdigkeiten
Die alte Hauptstadt des Reiches Đại Cồ Việt und die Zitadelle nahe Hoa Lư in der Gemeinde Trường Yên sind von besonderem historischen Interesse. Von hier aus herrschte, begründet vom Gouverneur von Ninh Bình, Đinh Bộ Lĩnh (auch Đinh Hoàn), dessen Herrschername Đinh Tiên Hoàng war, von 968 bis 1009 die zweite vietnamesische Dynastie der Đinh sowie die frühe Lê-Dynastie. Diese wurde im Jahre 1009 von Lý Thái Tổ gestürzt, der die Hauptstadt von Hoa Lư nach Thăng Long, dem heutigen Hà Nội verlegte.
Die Altstadt von Ninh Bình und die Steinkirche in Phát Diệm Diem im Distrikt Kim Sơn sind bekannte historische Stätten Vietnams. Weiterhin erwähnenswert sind Wohnhöhlen und Urwald von Cuc Phuong im Distrikt Nho Quan, sowie Pagode und Höhle von Dich Long in Gia Thanh, Distrikt Gia Viễn. Weitere historische Bauwerke: die Pagoden Can Linh, Banh Long und Nhat Tu sowie die Tempel Thai-Vi und Dinh Le.
Zurzeit entsteht nahe Hoa Lư in der Kommune Gia Sinh, Distrikt Gia Viễn auf 700 Hektar die Bái Đính-Pagode, der größte Pagoden- und Tempelkomplex Vietnams. In der unteren Pagode Điện Thờ Pháp Chủ steht die über 100 Tonnen schwere größte Buddhastatue des Landes. Zum 1000-jährigen Jubiläum Hanois 2010 sollten die Bauarbeiten abgeschlossen sein.
Die Bärenstation Ninh Binh wurde im Jahr 2017 fertiggestellt und im Jahr 2019 für Besucher geöffnet. Damit soll auch ein Platz für Tiere aus der illegalen Produktion von Bärengalle geschaffen werden.

## Galerie

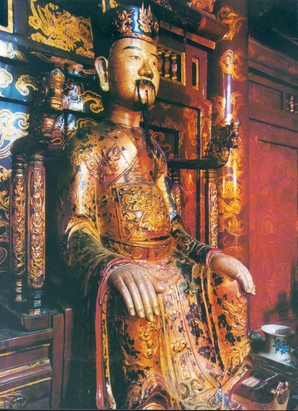
Statue von Đinh Tiên Hoàng in Hoa Lư
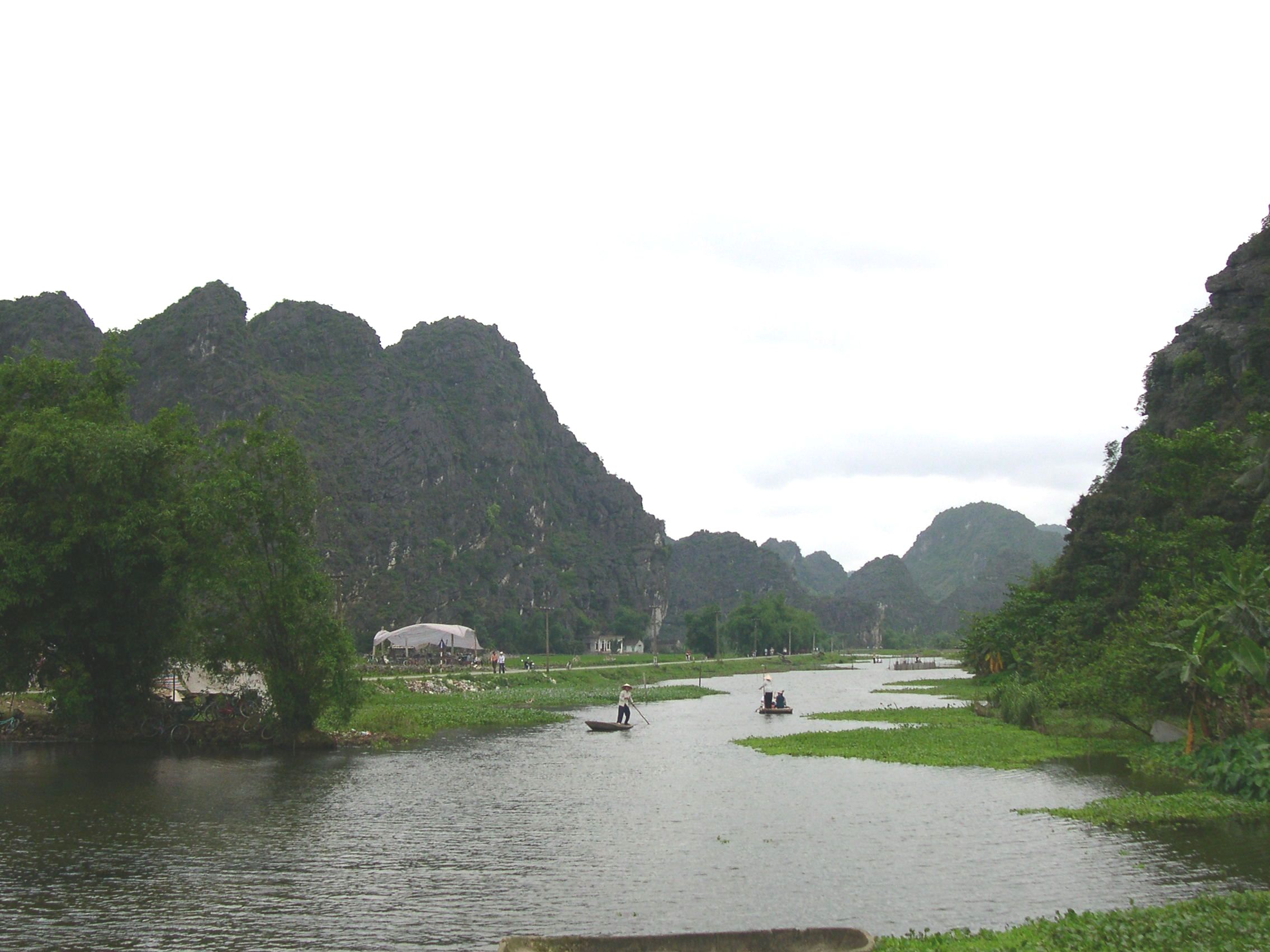
Landschaft bei Hoa Lư
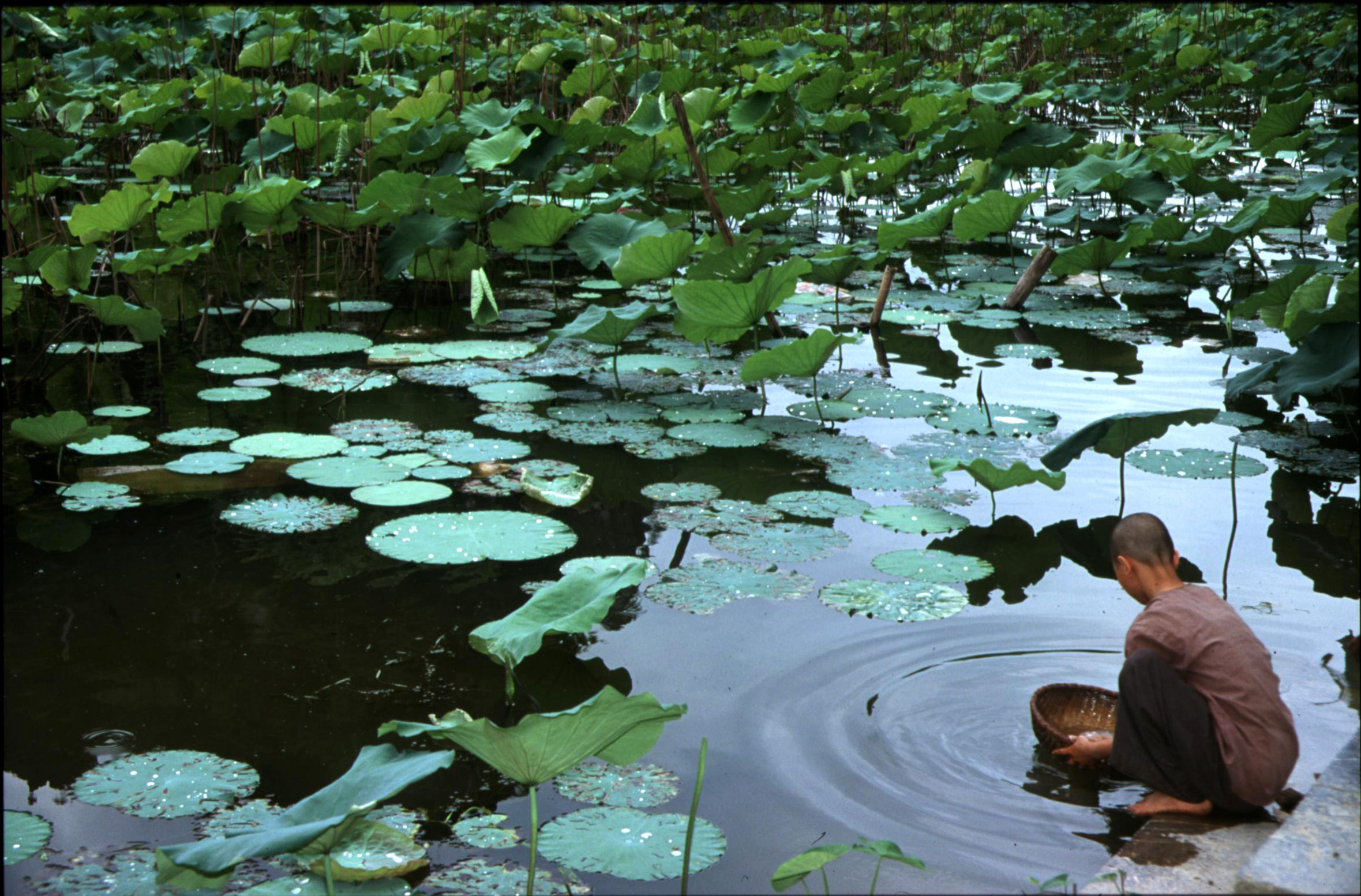
Szene in Ninh Bình
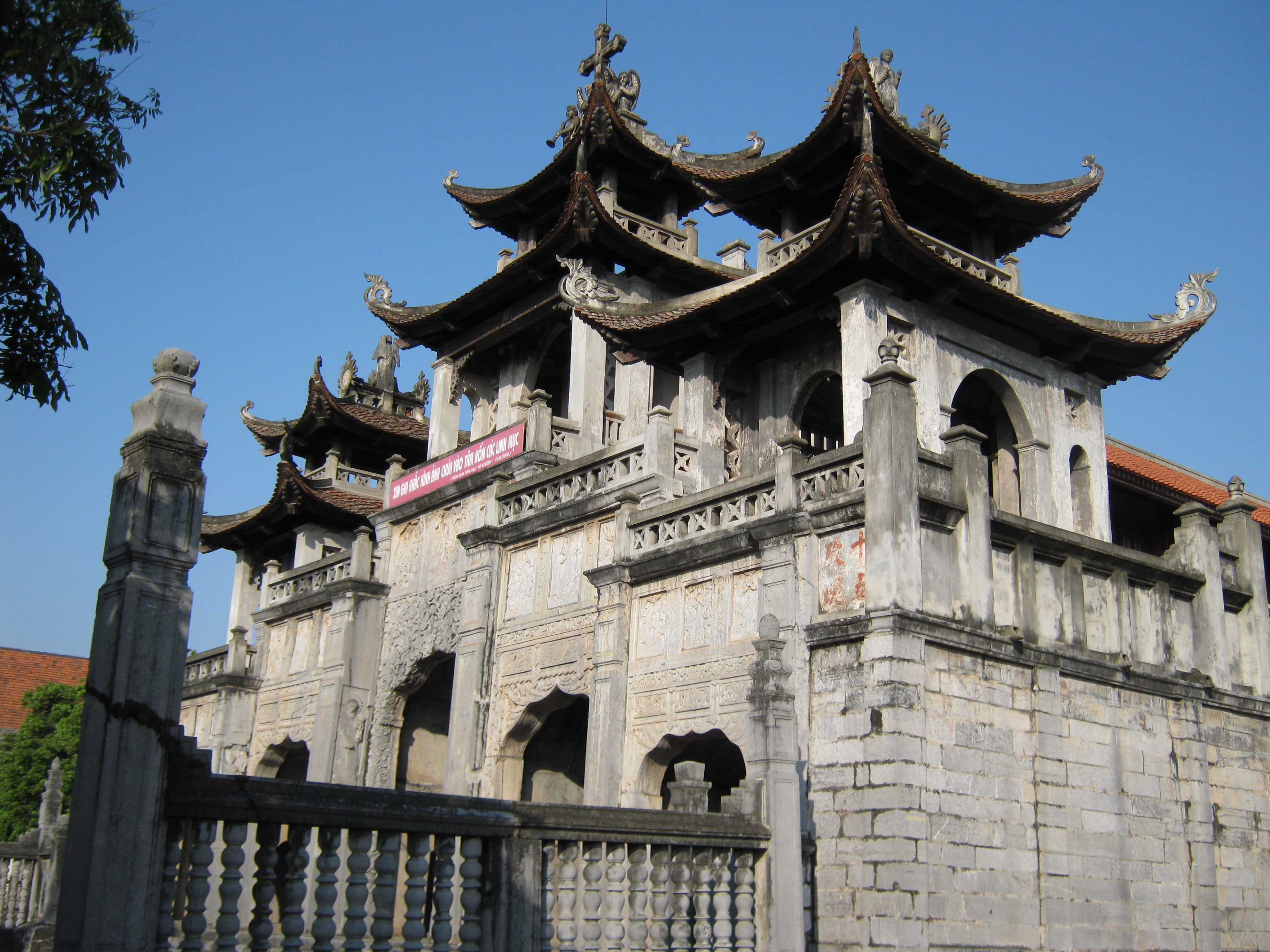
Phát-Diệm-Kirche im Kim Sơn-Distrikt
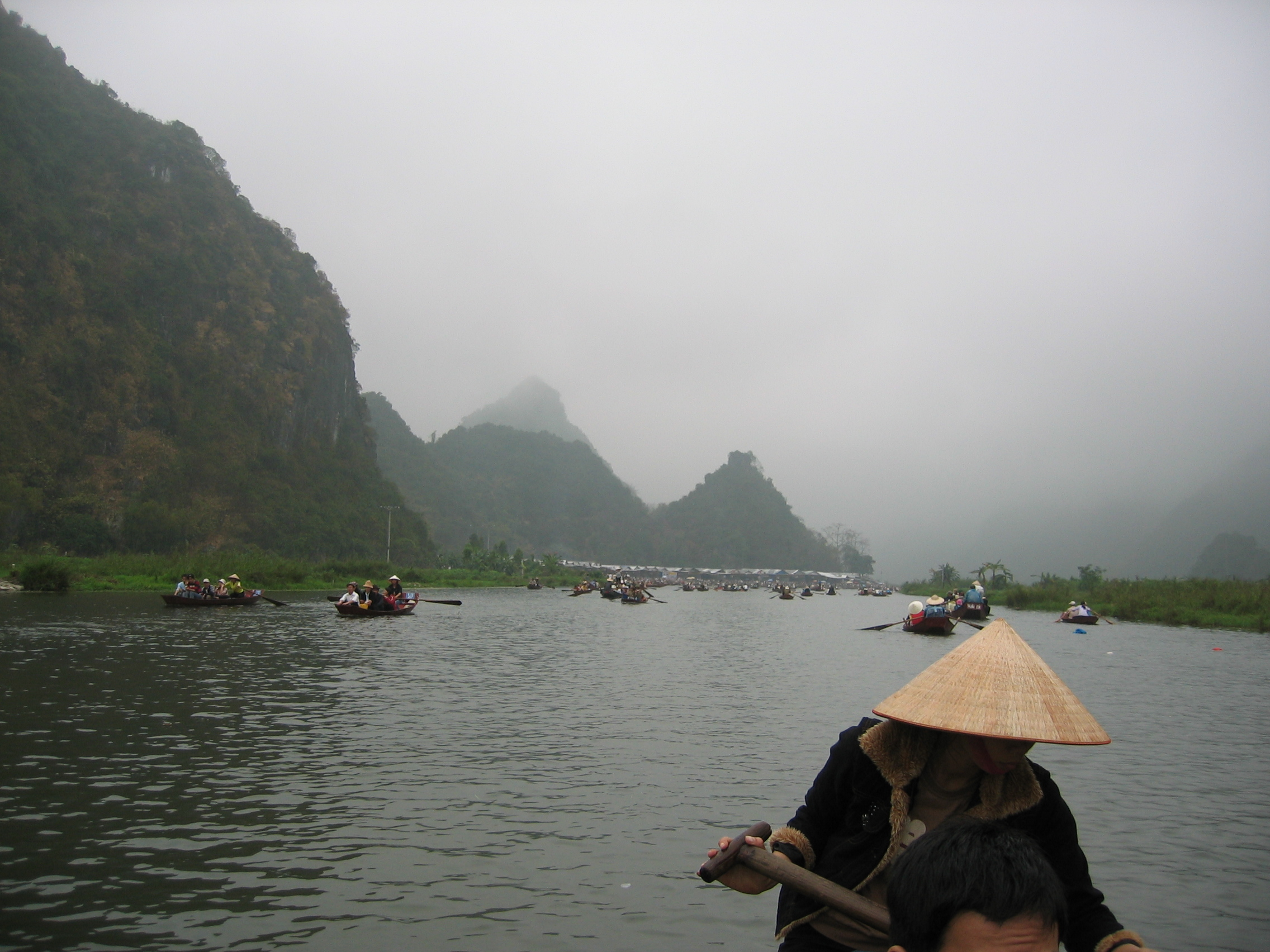
Auf dem Ngô Đồng zu den Tam Cốc-Höhlen (Trois grottes)
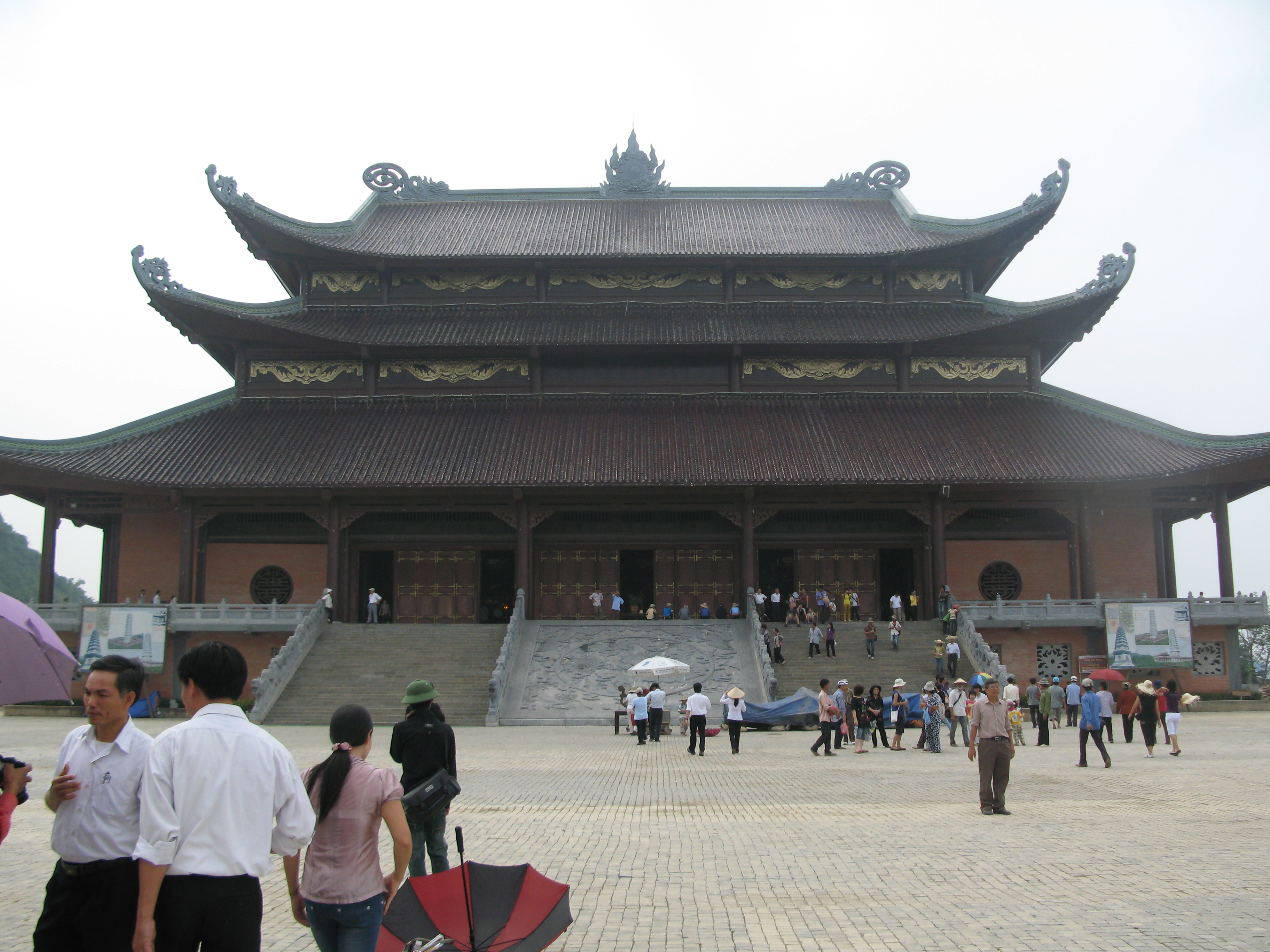
Chùa Bái Đính im Distrikt Gia Viễn
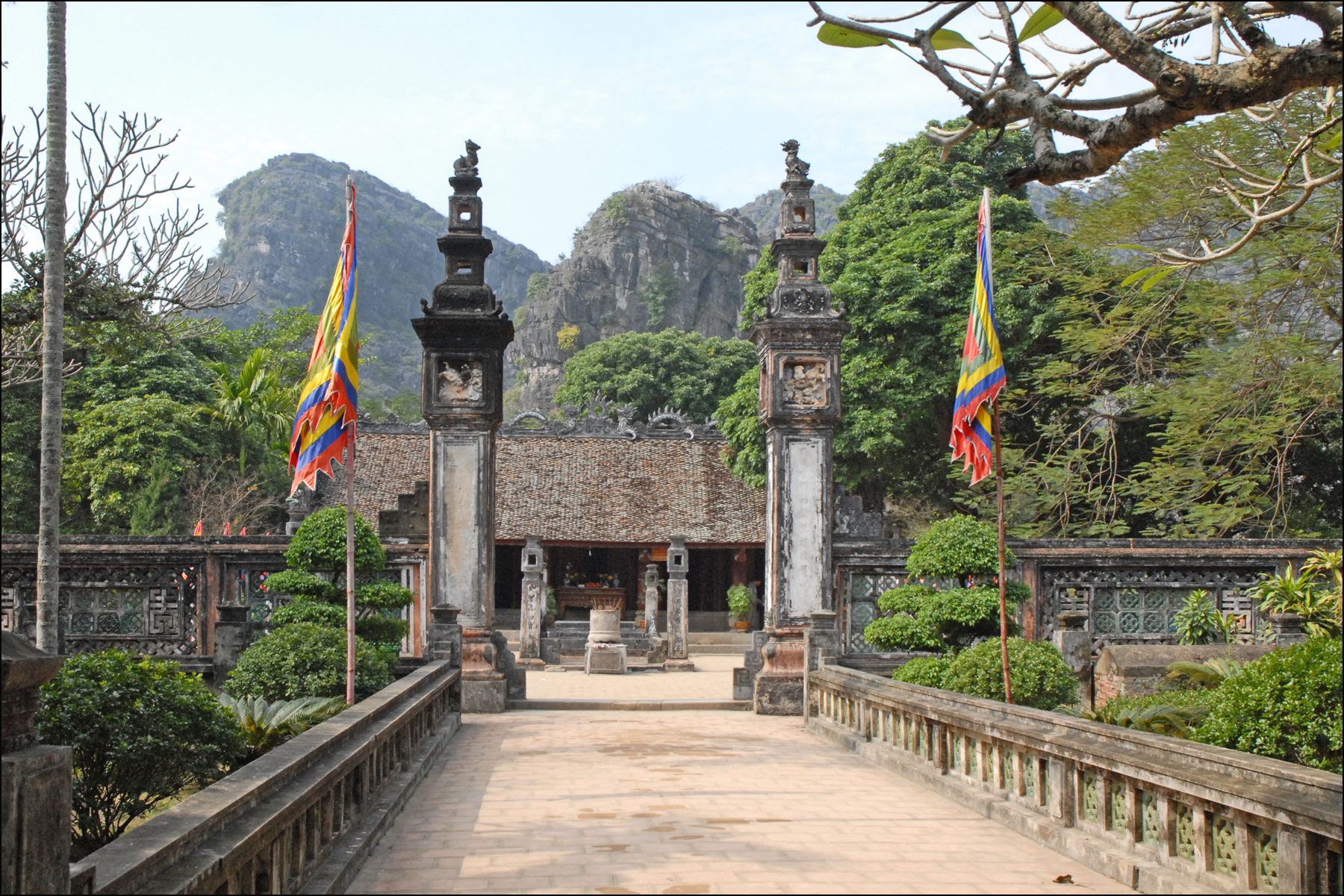
Tempel (Đinh) Tiên Hoàng bei Hoa Lư
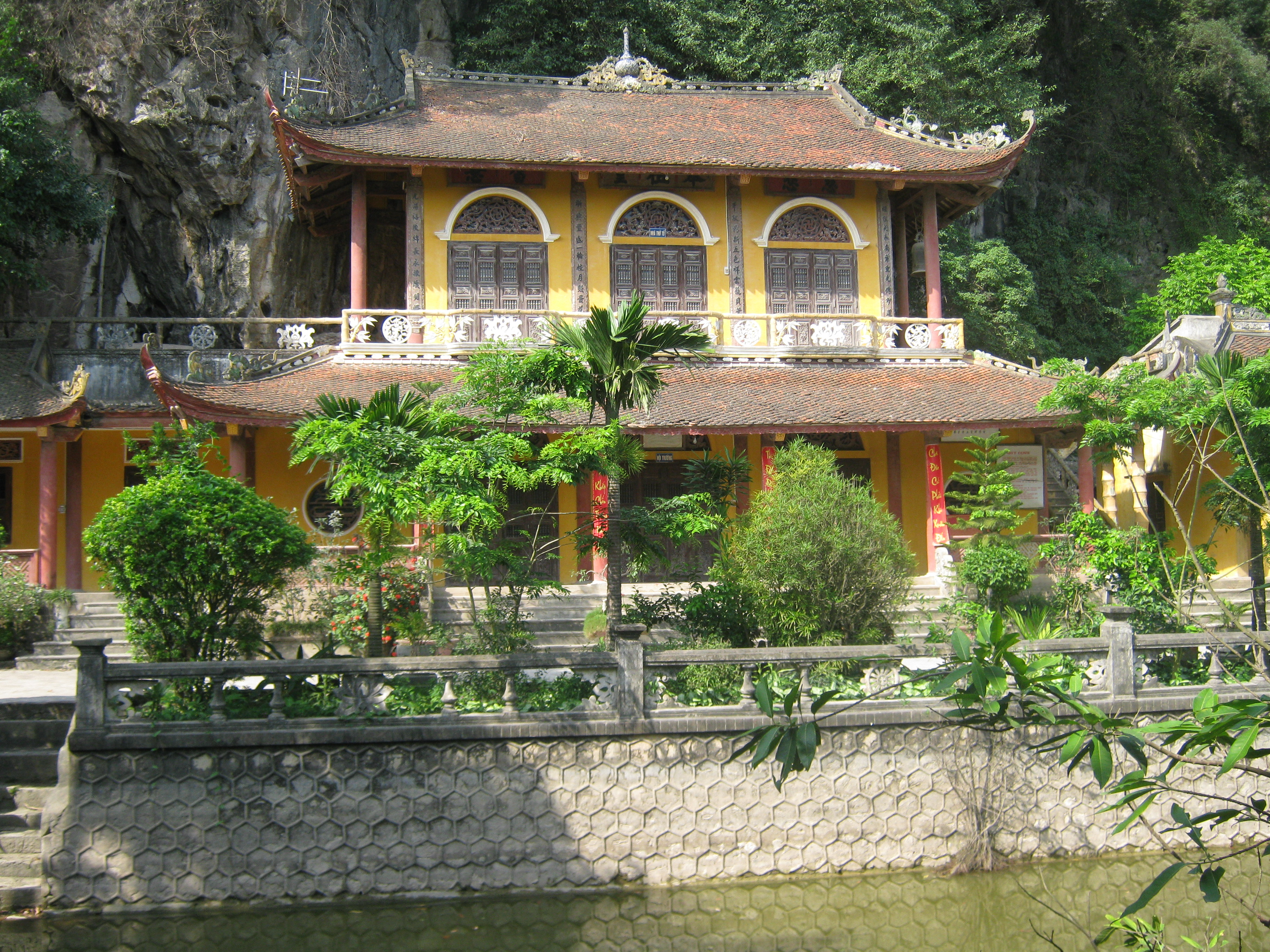
Chùa Địch Lộng - Ninh Bình
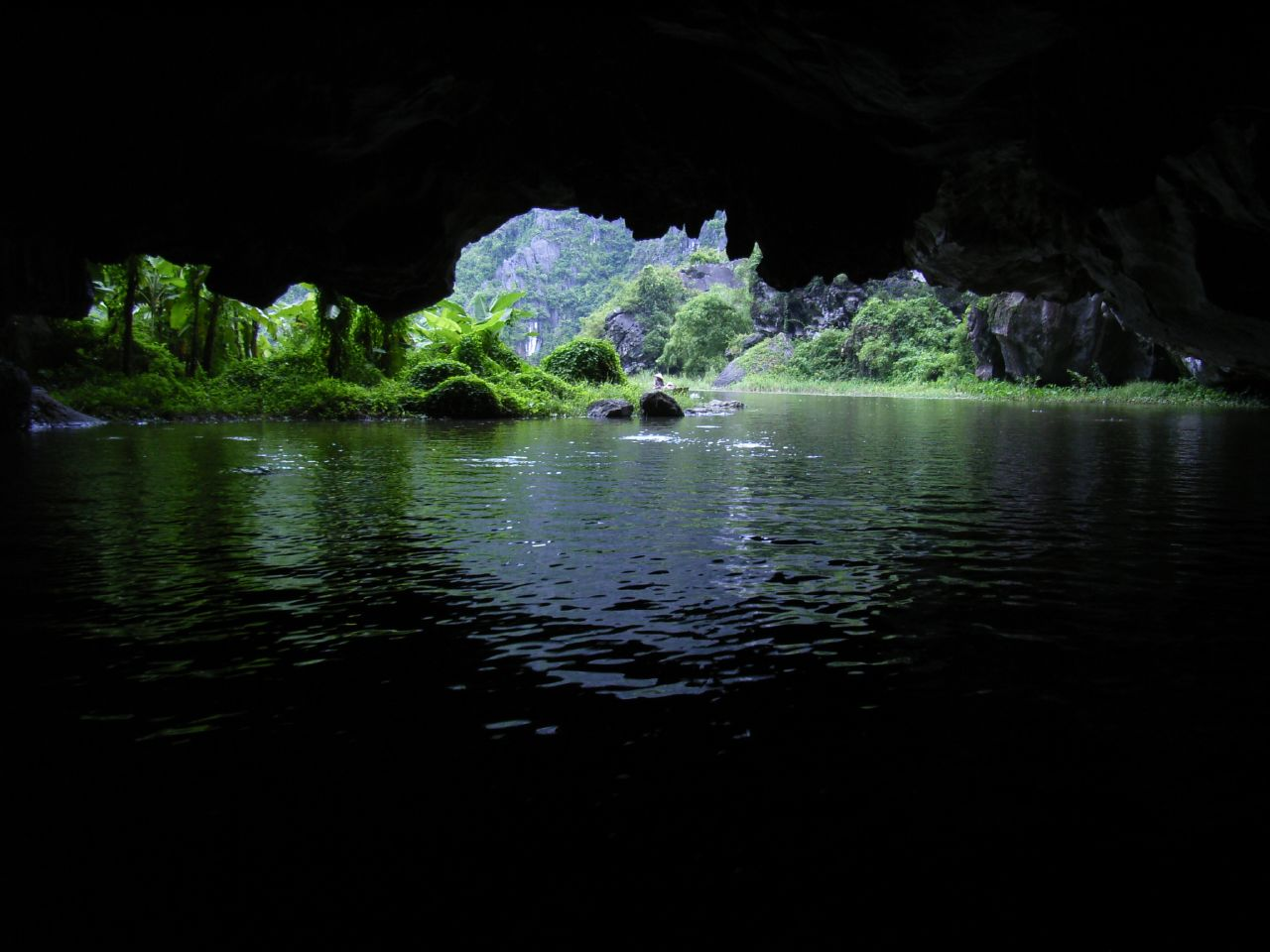
Höhle im Karstgebiet von Tam Cốc